# Micropsectra freyi
Micropsectra freyi е насекомо от разред Двукрили (Diptera), семейство Хирономидни (Chironomidae).